# Scopula halimodendrata
Scopula halimodendrata är en fjärilsart som beskrevs av Nicolas Grigorevich Erschoff 1874. Scopula halimodendrata ingår i släktet Scopula och familjen mätare. Inga underarter finns listade.